# Nucleus accumbens
De nucleus accumbens (letterlijk: aanliggende kern) is een gebied in de hersenen dat tegen het septum aan ligt. Deze kerngroep wordt gerekend tot de basale kernen, en wel het striatum ventrale.

## Anatomie
Deze kern maakt deel uit van het zogenaamde mesolimbische circuit. Dit is een dopaminerg circuit in de hersenen dat ontspringt in het tegmentum van de hersenstam en o.a. via de nucleus accumbens projecteert naar delen van het limbisch systeem in de frontale hersenen.

## Functie
Men veronderstelt dat de nucleus accumbens een belangrijke rol speelt bij positieve belevingen zoals verlangen, motivatie, passie en bevrediging. Dit hersengebied speelt tevens een rol bij het verliefd worden. De kernen reageren op de belonende effecten van gedrag. Ze spelen vermoedelijk niet alleen een rol bij verslavingsgedrag, maar ook bij seksualiteit, computerspellen en emoties die door het luisteren naar muziek worden opgewekt. Over het algemeen is er een grotere betrokkenheid bij plezierige korte termijn activiteiten. Degenen die gevoelig zijn voor de kickbeleving door deze centra, hebben de neiging om op zoek te gaan naar activiteiten die een beloning op korte termijn opleveren en zijn ook bereid om daar meer risico´s voor te nemen. Het centrum schijnt naast reacties op het succes zelf, ook te reageren op de verwachting van succes. Daarom wordt vermoed dat dit gebied ook een rol speelt in zogenaamde placebo-effecten.
Neuronen in dit hersengebied zijn gevoelig voor farmaca als amfetamine en cocaïne die een sterk verslavende werking hebben. Deze drugs bewerkstelligen een sterke toename van de dopamineniveaus in de nucleus accumbens.

Omgekeerd blijkt dat stress en frustratie remmend werken op het functioneren van deze gebieden. Door deze gevoelens daalt juist de dopamineproductie, waardoor men eerder lusteloos en ongeïnteresseerd raakt.
De nucleus accumbens van de rat vormde ook het gebied waar James Olds en Peter Milner in 1950 diepte elektroden plaatsten in hun beroemde zelfstimulatie-experimenten. Ratten bleken zelfstimulatie van dit gebied te verkiezen boven voedsel en drank. Dit suggereerde dat de nucleus accumbens fungeerde als een soort genotscentrum (pleasure centre) van de hersenen.